# Incidente dell'Ilyushin Il-76 di Aéro Service del 2012
Il 30 novembre 2012, un Ilyushin Il-76, operato dalla compagnia aerea cargo armena Air Highnesses per conto della compagnia aerea cargo congolese Aéro-Service, si schiantò in fase di atterraggio a Brazzaville, nella Repubblica del Congo, uccidendo tutti i sei occupanti e almeno 25 persone a terra.
L'aereo stava effettuando un volo nazionale dall'aeroporto di Pointe Noire all'aeroporto di Maya-Maya e stava tentando di atterrare sotto una pioggia battente quando si scontrò con alberi a circa 1 km metri dalla soglia della pista, disintegrandosi a più di 500 metri. Il velivolo prese fuoco e andò distrutto, uccidendo tutti e cinque i membri dell'equipaggio e un poliziotto armeno presenti a bordo, oltre ad almeno 25 residenti locali e ferendone altri 14. Il velivolo era stato inizialmente attribuito erroneamente alla Trans Air Congo.

## Le indagini
Nel febbraio 2013, l'Interstate Aviation Committee (IAC) russo ha ricevuto il registratore dei dati di volo e il registratore vocale della cabina di pilotaggio per l'analisi per conto del Ministero dei Trasporti del Congo, e stava lavorando per scaricarne i dati.
Il presidente del Congo ha riferito alla fine del 1º dicembre che l'aereo, appartenente alla Aéro Service, si era avvicinato all'aeroporto mentre attorno si osservavano un tornado e forti temporali, condizioni ritenute non idonee per un aereo, e si era schiantato a diverse centinaia di metri dall'aeroporto.